# Trimmatom nanus
 Trimmatom nanus es una especie de peces de la familia de los Gobiidae en el orden de los Perciformes.

## Morfología
- Es uno de los vertebrados más pequeños del mundo ya que los machos alcanzan 1 cm de longitud total y las  hembras 8 a 10 mm.
- No tiene  escamas.[1][2]

## Hábitat
Es un pez de Mar í, de clima tropical y demersal que vive entre 50-30 m de profundidad. 

## Distribución geográfica
Se encuentra en Australia, Txagos, Indonesia, Maldivas, Nueva Caledonia, Papúa Nueva Guinea y Tonga. 

## Observaciones
Es inofensivo para los humanos. 